# Reggia Carrarese
La Reggia Carrarese è il complesso di edifici che i Carraresi, signori di Padova, fecero costruire all'interno della cinta medievale della città, come propria residenza. La Reggia fu iniziata al principio del XIV secolo e completata nel 1343. Ne rimangono pochi resti:
- la Loggia dei Carraresi, attuale sede dell'Accademia Galileiana, in via Accademia;
- alcune murature inglobate nei pressi della loggia e nella corte dietro l'arco Valaresso;
- ruderi del traghetto alle mura in via Accademia e in via Frigimelica;
- la Sala dei Giganti, oggi ben conservata e annessa al palazzo Liviano, era l'aula solenne in cui il signore di Padova dava i ricevimenti.[1] Gravemente danneggiata da un incendio, fu rinnovata nel XVI secolo.

L'attuale piazza Capitaniato era l'antica piazza d'armi della Reggia.

## Storia
Fu Ubertino da Carrara a voler costruire a partire dal 1338 la residenza con la quale la famiglia affermò il proprio potere in città. Il complesso si estendeva per un perimetro di 600 metri, tra la Cattedrale, lato nord, Piazza dei Signori, la Chiesa di san Nicolò e la zona del teatro Verdi, lato ovest, via Accademia lato sud. Chiusa da mura merlate con torri, la reggia era collegata alle mura della città da un traghetto, un passaggio sopraelevato di 186 metri che poggiava su ventotto arcate, alto 9 metri e largo 3, abbattuto nel 1777. Di qui in caso di necessità il principe poteva arrivare alle mura e poi al Castello. All'interno della Reggia trovavano posto, oltre all'abitazione dei signori, gli uffici amministrativi, la cancelleria, le scuderie, i corpi di guardia, le cucine e i luoghi di raduno. Il Palazzo di Ponente, 1343, che ospitava la residenza del signore della città, era collegato con ampio cortile interno, con portico a colonne, al Palazzo di Levante, sede della Curia e poi riservato alle donne. Fu molto celebre la biblioteca di Francesco il Vecchio, ricco di preziosi volumi miniati, cui si aggiunse per lascito testamentario parte della ricca biblioteca privata di Francesco Petrarca. Gian Galeazzo Visconti, espugnata Padova nel 1338, si impadronì della biblioteca, la portò a Pavia dove da qui passò agli Sforza e nel 1499 molti volumi furono portati in Francia da Luigi XII dove sono tuttora conservati alla Bibliothéque Nationale di Parigi. Oggi la Reggia appare molto frammentaria a seguito di notevoli mutilazioni e distruzioni seguite nel corso dei secoli.

### Interno
Al primo piano della Reggia si può visitare la Cappella privata, in parte conservata, terminata nel 1354, quando transitò da Padova il futuro imperatore Carlo IV; essa fu dipinta in toni cortesi dal pittore Guariento di Arpo, che divenne il pittore di corte, con scene tratte dall'Antico Testamento; spicca la scena di Giuditta che decapita Oloferne, in cui l'eroina è raffigurata come una giovane donna vestita con la pellanda, un prezioso abito di corte trecentesco foderato di pelliccia, con code di ermellino alla cintura, e sfoggia un'accurata acconciatura con retina ornata di perle e di nastri. Ora questo ambiente è la Sala delle Adunanze dell'Accademia galileiana di scienze, lettere ed arti.